# Vitry-le-François
Vitry-le-François je naselje in občina v severni francoski regiji Šampanja-Ardeni, podprefektura departmaja Marne. Leta 1999 je naselje imelo 16.737 prebivalcev.

## Geografija
Kraj leži v jugovzhodnem delu departmaja ob reki Marni. Slednja je na tem mestu povezana z vodnimi kanali Marna-Saona, Marna-Ren in njenim stranskim kanalom. Približno 10 km južneje se nahaja največje umetno jezero v Evropi, Jezero Der-Chantecoq.

## Administracija
Vitry-le-François je sedež dveh kantonov:
- Kanton Vitry-le-François-Vzhod (del občine Vitry-le-François, občine Ablancourt, Aulnay-l'Aître, Bignicourt-sur-Marne, La Chaussée-sur-Marne, Couvrot, Frignicourt, Lisse-en-Champagne, Luxémont-et-Villotte, Marolles, Merlaut, Saint-Amand-sur-Fion, Saint-Lumier-en-Champagne, Saint-Quentin-les-Marais, Soulanges, Vitry-en-Perthois),
- Kanton Vitry-le-François-Zahod (del občine Vitry-le-François, občine Blacy, Courdemanges, Drouilly, Glannes, Huiron, Loisy-sur-Marne, Maisons-en-Champagne, Pringy, Songy).

Naselje je prav tako sedež okrožja, v katerega so poleg njegovih dveh vključeni še kantoni Heiltz-le-Maurupt, Saint-Remy-en-Bouzemont-Saint-Genest-et-Isson, Sompuis in Thiéblemont-Farémont z 49.044 prebivalci.

## Zgodovina
Naselje dolguje svoje ime francoskemu kralju Francu I. ki ga je dal ponovno zgraditi potem, ko je prvotnega leta 1544 uničila vojska svetorimskega cesarja Karla V. Sedanje mesto stoji nekoliko stran od prvotnega, na mestu slednjega se danes nahaja Vitry-en-Perthois, imenovan tudi Vitry-le-Brûlé (»požgan«).

## Znamenitosti
- Kolegial Notre-Dame de l'Assomption, grajen 1629-1898,
- Vrata porte du Pont, uničena med vojno, rekonstruirana v letu 1985 na trgu generala Leclerca.

## Pobratena mesta
- Tauberbischofsheim (Nemčija);